# Kaнтарџија
Kaнтарџија је занатлија који се бави израдом кантара, ваге. Реч кантарџија потиче од арапске речи кантар, која у преводу значи јединица за меру у ручну справу за мерење.

## О занату
У неким местима, као што је пример Нови Пазар, кантарџије су правиле кантаре за мерење, али су и мерили тежину робе и животиња. Мерење су најчешће вршили на пијацама. Кантари су се држали за куке и њиме се окачио на дрво. Кантари су имали један метални део на који се стављао терет који би се мерио и ђуле (куглу) која се повлачила лево-десно на металној шипци која је имала мерне бројеве, и на тај начин би се одредила тежина. Јавни кантари су били већи и они су се налазили на посебним местима која су била обележена.

## Занимљивост
Песник Владислав Петковић Дис је у младости радио као кантарџија на савамалској трошарини и са стидом се жалио пријатељима да по цео дан мора да мери шљиве.